# Parabrachidontes amnicus
Parabrachidontes amnicus — вид двостулкових молюсків родини мідієвих (Mytilidae). Описаний у 2023 році.

## Поширення
Вид поширений в Малаккській протоці між Сінгапуром та Суматрою. Мешкає у солонуватих водах (10 psu або нижче).

## Опис
Молюски невеликі (< 30 мм) з радіально-ребристими або гладкими раковинами. Зсередини верхні краї висхідних пластин зовнішньої та внутрішньої напіврозгалужень відповідно зрощені з частками мантії та вісцеральною масою.